# Oppidum de Pons
L'oppidum de Pons est situé sur le territoire de la commune de Pons, dans le département de la Charente-Maritime. Il est situé au confluent de deux petites rivières, la Seugne et la Soute, à 20 km au sud-est de Saintes. 
Son nom n'est mentionné dans aucune source antique, celui de Pons est riman et de formation médiévale.
Quelques siècles avant l’annexion romaine de la province des Santons —qui eut lieu sans résistance en 58 av. J.-C. sous le règne de Jules César—, la petite cité d’origine celte de Pons occupait le site d’un "éperon barré" sur le haut d’un rocher qui domine le lieu de confluence de la Seugne et de la Soute.
Le gros village gaulois était devenu pendant les deux siècles qui précédèrent l’annexion romaine « l'oppidum des Santons de l'indépendance » et, en même temps, un centre marchand, stimulé par un artisanat dynamique et entreprenant, dont les relations commerciales avec la Rome antique étaient relativement importantes.

## Une origine celte
Le site est occupé pendant la Protohistoire et ce jusqu'à la période romaine. Le peuple gaulois des Santons s'y installa au milieu du Ve siècle av. J.-C.
D’aucuns pensent que l’oppidum de Pons s’est développé lors de l’introduction du peuple des Santons dans la région des pays charentais à partir du Ve siècle av. J.-C. Ces derniers auraient conservé et développé la civilisation des oppida et le site de Pons s’y prêtant fort bien, aussi bien pour sa situation géographique que pour ses qualités défensives, ils choisirent de s’y établir et de le fortifier.
L'origine première de la ville remonte de façon certaine à l'époque de l'occupation celte, où le promontoire rocheux de la cité primitive, un oppidum de soixante hectares constituant l’un des plus vastes de la France de l’Ouest offrait les conditions idéales pour un site défensif. Mais « il ne fait par partie des grands oppida du premier âge du fer en raison de l’absence de vestiges de cette époque ».
Au second âge du fer, les Celtes, plus communément appelés les Gaulois, sont venus des régions danubiennes et ont migré vers l'Ouest. Parmi ceux-ci se trouvent les Pictons qui se sont établis au Nord de l'actuel département de la Charente-Maritime, et les Santons, au Sud, vers le Ve siècle avant l'ère chrétienne. Ils se sont mêlés aux populations autochtones alors peu nombreuses et y ont imposé de fait leur civilisation plus avancée.
Ils ont défriché de nouveaux territoires pour y fixer des lieux d'habitation, principalement près des lieux de source, ou ont occupé des sites déjà habités sur des collines. Ainsi en est-il de l'oppidum gaulois de Pons qui date de cette époque et fait de cette ville certainement la plus ancienne du département. Pons devint également l'ancienne capitale des Santons : « L'oppidum de Pons est le seul découvert en Saintonge : il est très vraisemblable qu'il fut le centre économique et politique de la Saintonge indépendante ». 
Les Santons ont donc fortifié le site de Pons « en y apportant de profonds remaniements ou des renforcements des systèmes défensifs déjà existants ». Or ce site correspond à un éperon barré où un mur a été dressé sur le côté ouest de la cité : « Ce qui est certain, c’est qu’il existe à Pons un oppidum de type « éperon barré » »

## Un oppidum de type «éperon barré»
Le site primitif de Pons fait apparaître «une levée de terre qui, à l’ouest de Pons, forme le troisième côté d’un triangle dont les deux rivières de la Seugne et des Chartres (ou Soute) seraient les deux autres côtés». Or, ce site géographique correspond tout à fait aux caractéristiques d’un « éperon barré » qui, «en général, est un type de fortification qui s’appuie sur le confluent de deux rivières et dont le troisième côté est fermé par un rempart massif de terre et de pierres. Les voies d’accès, toujours en hauteur, longent les rebords du plateau et pénètrent dans l’enceinte aux deux extrémités. De ces immenses refuges, les villages n’occupent qu’une faible partie et sont situés immédiatement derrière les entrées». 
Les deux rivières de la Seugne et de la Soute sont encaissées dans des vallées profondes et isolent un promontoire s’élevant à 40 mètres d’altitude. Un mur d’enceinte d’une longueur de 1 200 mètres s’étend du bord du plateau dominant la Seugne jusqu’à la petite vallée qui surplombe par une pente assez abrupte la Soute. Au nord de l’oppidum, une « voie préromaine qui venait de Saintes par les hauteurs et s’appelle, dans la  tradition du pays, le chemin Anier, arrivait à Pons par Touvent ».
Les Santons établirent une petite cité fortifiée qui « s'étendait derrière un rempart de blocs de calcaire et de terre, long de 1 200 mètres ». Le mur d’enceinte était un triple mur de pierres sèches recouvert de plusieurs couches de terre rapportées, il fut l’objet de remaniements par les Santons car la partie de l’enceinte qui domine un abrupt consolidé avec de grosses pierres est constituée uniquement de pierres et d’argile.
Ce lieu défensif et fortifié abritait un village celtique qui occupait une partie de la surface des 60 hectares du promontoire, l’habitat se trouvant derrière l’enceinte maçonnée et près de l’entrée, mais « l'organisation interne de l'oppidum de Pons demeure inconnue et ses structures défensives ont été peu étudiées ».

## L'oppidum des Santons de l'indépendance
Le nom d’origine de l'oppidum est totalement inconnu. P. Sénillou fait l'hypothèse selon laquelle « la configuration naturelle du lieu placé à la jonction de deux rivières, cette concentration d’habitats et de commerces aurait pu se nommer par exemple « Condate », désignation celtique spécifique d’un confluent que l’on retrouve fréquemment en France… ».
Il a aussi été fait l'hypothèse que l’oppidum de Pons ait été avant même la conquête romaine de 58 av. J.-C. le chef lieu des Santons, "l'oppidum des Santons de l'indépendance". 
Gros village gaulois où se faisaient les contacts avec les Romains en important du vin et de l'huile d'Italie par la Gaule romaine, la Narbonnaise notamment. Pendant la période des deuxième et premiers siècles avant l’ère chrétienne, d’aucuns pensent que Pons était un actif centre commercial qui trafiquait activement avec Rome par l’estuaire de la Gironde, alors vaste artère fluviale facilitant le commerce avec la Méditerranée romaine. Il atteint un apogée à cette époque où « d’après l’importance des systèmes défensifs et l’étendue de la zone habitée d’une part, d’autre part d’après la grande quantité d’amphores italiques républicaines qui apportaient le vin d’Italie aux riches Gaulois de Pons (…) devait avoir une grande importance et une prospérité florissante au Ier siècle avant notre ère ».

## La ville romaine

### Toponymie
Le nom antique de la ville ne nous est pas connu. 
Une hypothèse en fait le lieu de l'antique cité de Novioregum, que la majorité des chercheurs situe néanmoins au site gallo-romain de Barzan. Pour Pierre Sillières, auteur d'un ouvrage sur le sujet en 2003, le site de Barzan pourrait avoir été confondu avec le Portus Santonum mentionné au IIe siècle par le célèbre géographe de l'Antiquité Ptolémée, dans sa Géodésie, et dont l'emplacement a donné lieu à de nombreuses spéculations.
Si Strabon, un autre géographe de l'Antiquité, ne cite pas Novioregum, c'est que la cité n'est encore qu'un vicus en développement quand il établit sa célèbre Géographie au début du premier siècle. Mais l'hypothèse d'une localisation de Novioregum à Pons reste néanmoins plausible.
Le nom de Novioregum n'apparaît pas sur la Table de Peutinger qui est un document du XIIIe siècle, reprenant les détails d'une antique carte du IIIe siècle. La ville gallo-romaine ayant été ravagée au IIIe siècle par un incendie où « les grands îlots de cendres noires trouvées dans les fouilles (seraient) l'ultime témoignage du sort qui dût frapper l'oppidum et l'effacer radicalement de la surface du sol ».
Du milieu du IIIe jusqu'au IXe siècle, Pons n'est plus citée dans les documents historiques et l'archéologie n'apporte aucun secours pour éclairer l'histoire de la ville pendant cette longue période. La cité, anéantie par les Invasions barbares vit son nom antique disparaître avec elle.

### Un camp romain et une ville gallo-romaine
Lorsque les Santons furent soumis par les armées de Jules César en 52 av. J.-C., les Romains occupèrent manu militari l'oppidum de Pons et le transformèrent en Camp romain (castrum). Ils firent également construire une cité typiquement romaine et firent de Pons un important carrefour routier.
Le site reçoit son nom romain après avoir subi un incendie probablement après 52 av. J.-C., mais il perdit de l'importance au détriment de Mediolanum Santonum (Saintes) qui devint alors la capitale romanisée de la Gaule aquitaine.
Cependant, le castrum fut abandonné dans la seconde moitié du Ier siècle. La ville gallo-romaine, dans le courant du IIIe siècle, connut un incendie dévastateur lors de l'invasion des Alamans.
Après une reconstruction à la hâte, elle connut une courte période de paix narrée par le poète Ausone mais au Ve siècle surgirent de nouvelles invasions barbares encore plus destructrices, en particulier celles commises par les Vandales à l'automne 408 où la ville fut détruite et pendant de plusieurs siècles nous ignorons son histoire.

## Archéologie
Le site a été fouillé à maintes reprises, notamment lors de la construction de la rocade urbaine de la RN 137 en 1968 et pendant des travaux d'urbanisme jusque dans les années 1980. 
Seule une petite partie de l'enceinte de pierres sèches datant le la période préromaine demeure encore visible aujourd'hui. Les travaux de fouilles archéologiques sur le mur du rempart gaulois ont fait l'objet de nouvelles investigations durant l'été 2009.
Des amphores, tuiles, verreries et pièces de monnaie romaines sont conservées au musée archéologique de Pons.